# 白井智子
白井 智子（しらい ともこ、1972年9月6日 - ）は、日本の教育分野における社会起業家。経営者。株式会社こども政策シンクタンク代表取締役。NPO法人新公益連盟元代表理事。株式会社日本テレメッセージ社外取締役。一般社団法人海士町未来投資委員会理事。認定NPO法人CLACK理事。ハタチ基金理事。ロートこどもみらい財団理事。内閣府休眠預金等活用審議会委員。文部科学省中央教育審議会初等中等教育分科会委員。復興庁「心の復興」事業選定委員。奈良市多様な学びの在り方検討会議座長。四條畷市未来教育会議委員。「民都・大阪」フィランソロピー会議メンバー。 全国初の公設民営フリースクール・スマイルファクトリー、南相馬ラーニングセンター、原町にこにこ保育園等を設立し、誰も落ちこぼされない教育をつくる活動を行った。

## 経歴
1972年、千葉県船橋市で生まれる。4歳から8歳までの幼少期をオーストラリア・シドニーで過ごす。桜蔭中学校・高等学校を経て、東京大学法学部第2類（公法コース）を卒業。松下政経塾第16期生。卒塾後、沖縄県恩納村にて「ドリームプラネット・インターナショナル・スクール」の立ち上げに関わり、設立後の校長を務めた。

### 年表
- 2002年（平成14年）- 不登校の子どもたちを支援する「スマイルファクトリー」を設立[2]。
- 2003年（平成15年）- NPO法人トイボックスを立ち上げ代表理事へ就任[2]。同年、大阪府池田市と連携して不登校の子どもたちの支援事業を開始[2][7]。
- 2010年（平成22年）- 関西学院大学で開催された第62回関西教育学会年次大会シンポジウムに登壇する[8]。
- 2012年（平成24年）- 日経ビジネスにて「次代を創る100人」に選出された[4][9]。
- 2014年（平成26年）- エース証券株式会社の創業100周年記念事業として行われる学生ビジネスコンテスト「SOCIAL MAKERS CAMP 2014」の審査員を務める[4]。
- 2015年（平成27年）- スマイルファクトリーを池田市立山の家から閉校した池田市立伏尾台小学校北校舎に移転[10]。
- 2016年（平成28年）- 駒崎弘樹が代表理事を務める新公益連盟の理事に、藤沢烈、小沼大地とともに就任[11]。
- 2016年（平成28年）- 文部科学省フリースクール等で学ぶ不登校児童生徒への支援モデル事業委託調査研究中間報告会で、前川喜平文部科学省事務次官、倉田薫池田市長、田渕和明池田市教育長とパネルディスカッションを行った[12]。
- 2020年（令和2年）- NPO法人トイボックスの代表理事を退任。
- 2020年（令和2年）- 新公益連盟の代表理事に就任。
- 2020年（令和2年）- 池田市の未来を語るサロン特別講演「自分と社会をよくする子育て環境に向けて」の講師を務める[13][14]。
- 2021年（令和3年）- スマイルファクトリー及びスマイルファクトリーハイスクールの校長から離任[15]。
- 2024年（令和6年）- 新公益連盟の代表理事を退任。
- 2024年（令和6年）- 株式会社こども政策シンクタンクを設立。代表取締役に就任[16]。

## エピソード
自身が教育に関わろうと思ったのは、幼少期に暮らしたオーストラリアでの生活と、帰国してからの日本でのいじめ体験が原体験としてあったからである。違いを認めるオーストラリアに対して、日本では人と違うことでいじめにあい、それを教師にも見て見ぬふりをされたという。一方で、成績が優秀で勉強ができれば教師も級友も認めてくれるため、必死に勉強して東大に入学した、と語っている。
東京都知事だった石原慎太郎は、当時の彼女から「新しい教育の中で、教育の責任者として改めて何を感じ取っているかを聞かされ、物凄く感動させられた」と語っている。
大阪に移住後、不登校の子専門の家庭教師をしていたとき、倉田薫池田市長に「池田市は不登校の方が100人以上いるんだけども、公の支援だけでは救えていない。そこで、市長の補佐官をやってどうにかしてくれないか」と頼まれる。白井が「でもやっぱり私には現場がないとダメです」と断ると、倉田から「それなら、今廃止が検討されている施設を活用してフリースクールをつくったらいい」と提案される。

## 著書

### 単著
- 『明日をつかむがっこう:27歳 女性校長の挑戦』ホーム社 集英社 2000年9月26日 ISBN 4834250431
- 『脱「学校」論:誰も取り残されない教育をつくる』PLANETS/第二次惑星開発委員会 2024年12月16日 ISBN 978-4911149027

### 共著
- 『松下政経塾講義ベストセレクション:地方自治編』国政情報センター 2010年12月10日 ISBN 4877601953